# Альфонсо Мора
Альфонсо Мора (ісп. Alfonso Mora; нар. 23 травня 1964) — колишній венесуельський тенісист.
Найвищу одиночну позицію світового рейтингу — 636 місце досяг 2 травня 1988, парну — 89 місце — 25 березня 1991 року.
Здобув 2 парні титули.
Найвищим досягненням на турнірах Великого шолома було 2 коло в парному розряді.

## Фінали за кар'єру

### Парний розряд (2–1)
| Результат | Ранг | Дата | Турнір              | Покриття | Партнер       | Суперники                        | Рахунок       |
| --------- | ---- | ---- | ------------------- | -------- | ------------- | -------------------------------- | ------------- |
| Поразка   | 1.   | 1990 | Орландо, США        | Тверде   | Браян Пейдж   | Скотт Девіс Девід Пейт           | 3–6, 5–7      |
| Перемога  | 1.   | 1990 | Сан-Паулу, Бразилія | Килим    | Шелбі Кеннон  | Марк Куверманс Луїс Маттар       | 6–7, 6–3, 7–6 |
| Перемога  | 2.   | 1991 | Генуя, Італія       | Ґрунт    | Маркос Горріс | Массімо Ардінгі Массімо Боскатто | 5–7, 7–5, 6–3 |